# Budënovka

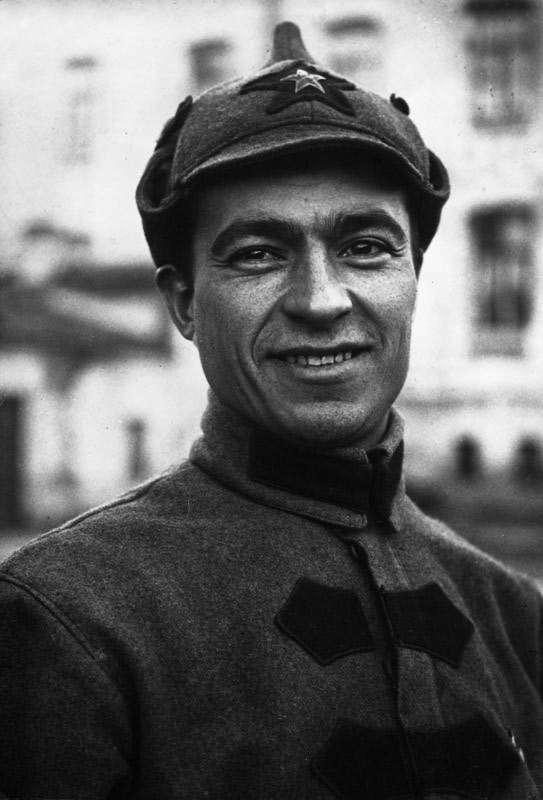
Un soldato dell'Armata rossa che indossa la budënovka nel 1926

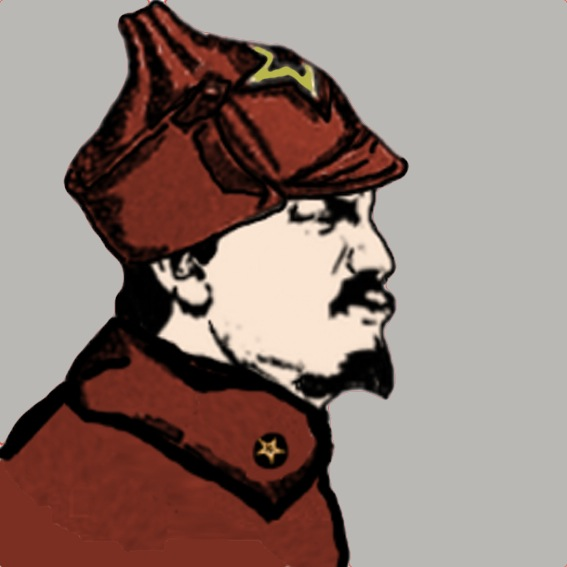
Una rappresentazione artistica di Lev Trockij durante la guerra civile russa

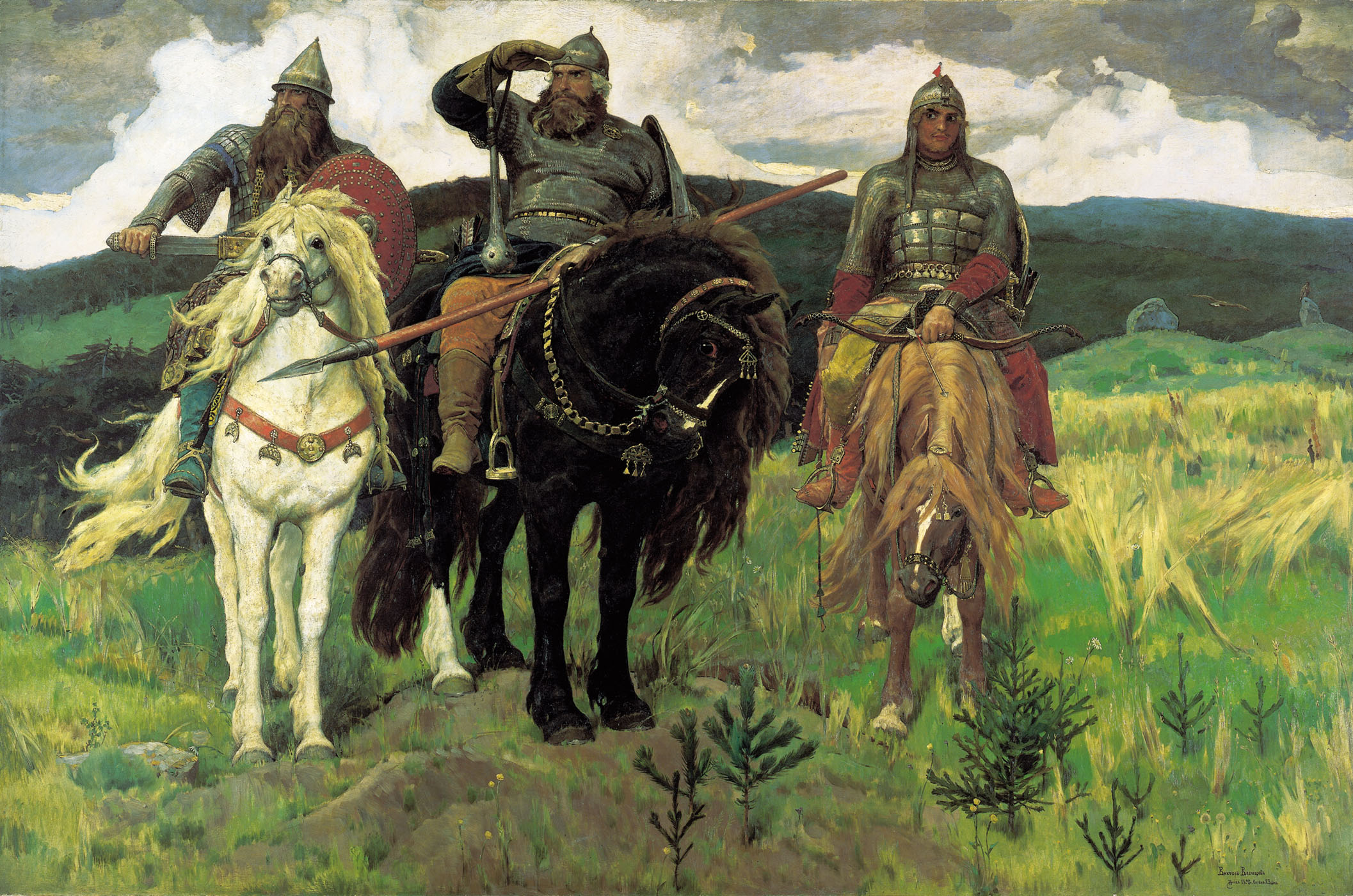
Una rappresentazione di bogatyr di Vasnecov i cui elmetti ispirarono la budënovka.

La budënovka (in russo будёновка?, AFI: [bʊˈdʲɵnəfkə]) è un tipo particolare di cappello e una parte essenziale della divisa comunista nella guerra civile russa e dopo. Il suo nome ufficiale è stato "elmo di panno" (шлем суконный). Prese il nome da Semën Budënnyj, ed era anche conosciuta come la "frunzenka", da Michail Frunze. Si tratta di un cappello morbido di lana che copre le orecchie e il collo e che può essere indossato sotto l'elmetto. Il cappello ha una sorta di becco e paraorecchie piegate che possono essere abbottonate sotto il mento.

## Storia
Il cappello fu creato come parte di una nuova uniforme per l'esercito russo da Viktor Michajlovič Vasnecov, un famoso pittore russo che si era ispirato agli elmi della Rus' di Kiev. Il nome originale era bogatyrka (богатырка) – cappello di un bogatyr – e aveva lo scopo di ispirare le truppe russe, collegandole con gli eroi leggendari del folklore russo. I bogatyrka dovevano essere parte di una nuova uniforme, quindi erano già stati prodotti durante la prima guerra mondiale, ma non erano stati ancora adottati ufficialmente. Un'altra versione molto popolare in Russia, è che i bogatyrka erano stati progettati per una parata militare, come parte di una divisa "storica" stilizzata, che comprendeva anche un soprabito  che fu utilizzato nell'Armata rossa in misura limitata. Alcuni storici russi addirittura ipotizzano che la sfilata in questione sarebbe dovuta essere la parata da svolgere a Berlino dopo la vittoria.
Durante la guerra civile russa, le truppe comuniste, che non avevano alcun obbligo di rispettare l'uniforme standard dell'esercito imperiale russo, utilizzarono i bogatyrka, che erano abbondanti e particolarmente distintivi. I bogatyrka erano comunemente decorati con una stella rossa come segno distintivo. Tali decorazioni erano spesso improvvisate, e solo in seguito sono state standardizzate, e un grande distintivo di panno a forma di stella fu cucito alla parte anteriore del cappello, generalmente rosso, in alcuni casi blu (per la cavalleria) o nero (per l'artiglieria). Questo permise ai comunisti di utilizzare l'immagine di "bogatyr rossi" che combattono il sistema russo vecchio e corrotto, impiegando così l'idea originale da Vasnecov. In questa fase il cappello fu rinominato budënovka da Semën Budënnyj, il comandante della Prima Armata di Cavalleria, poiché il cappello (con la stella blu) era particolarmente popolare con le unità di cavalleria. È stato anche chiamato il frunzenka da Michail Frunze, uno dei capi militari bolscevichi.
Il modello iniziale con la punta alta fu sostituito con un modello più pratico a punta bassa nel 1927.
Il cappello non sopravvisse a lungo come parte dell'uniforme dell'Armata Rossa, sia per motivi politici sia pratici. Anche se era stato relativamente facile da produrre, richiedeva lana costosa e non forniva una buona protezione con il tempo freddo. Era anche scomodo da indossare sotto l'elmo. Un altro motivo è che apparteneva al periodo rivoluzionario della storia russa in cui tutte le espressioni artistiche e politiche erano sotto un controllo poco rigoroso da parte dello Stato. Fu abbandonato con le riforme dell'esercito a metà degli anni 1930. La soppressione graduale fu iniziata nel 1935. La budënovka era ancora in uso durante la guerra d'inverno del 1939, ma era stata quasi completamente sostituita all'inizio della grande guerra patriottica nel 1941 con la bustina (chiamata "pilotka") e il colbacco di pelliccia (уша́нка), ma alcune erano ancora usate dai partigiani sovietici.
La budënovka è diventata parte della storia, in quanto gli uomini della cavalleria dell'armata rossa che indossavano questi copricapi sono diventati una rilevante immagine culturale della guerra civile russa, insieme alla tačanka, al revolver Nagant o al Mauser C96, alla mitragliatrice Maxim e ai marinai in rivolta.
Budënovka stilizzate erano un copricapo popolare per bambini verso la fine del periodo sovietico.
La budënovka rimane ancora come componente della divisa dell'esercito dello stato non riconosciuto della Transnistria.
Nel gergo estone la budënovka è chiamata täitorn, "torre pidocchio".